# Paul Giel
College Football Hall of Fame 1975
Paul Giel, né le 29 septembre 1932 à Winona au Minnesota (États-Unis) et mort le 22 mai 2002 à Minneapolis , est un sportif américain de baseball et de football américain.

## Biographie
Paul Giel étudie à l'Université du Minnesota où il joue au football américain pour les Golden Gophers de 1951 à 1953. Durant sa carrière universitaire, il gagne 2 188 yards à la course et 1 922 yards en réceptions. Il se voit décerner le Chicago Tribune Silver Football en tant que MVP de la Big Ten Conference en 1952 et 1953 et est également sélectionné lors de ces deux saisons dans la 1re équipe All-American. Giel est capitaine en 1953 lorsque son équipe bat les Wolverines du Michigan classés no 5 lors du match de rivalité pour le trophée Little Brown Jug (en). Il se classe 3e du Trophée Heisman en 1952 et 2e en 1953 derrière Johnny Lattner (en) du Fighting Irish de Notre Dame. Les 1 794 votes reçus constituaient un record pour un joueur n'ayant pas remporté ce trophée. En 1953, il est ainsi désigné meilleur joueur de la saison par l'United Press International et meilleur arrière  de la saison par l'Associated Press.
Il joue également au baseball dès 1952 avec les Goden Gophers et effectue son premier match professionnel le 10 juin 1954 avec les Giants New York/San Francisco. Il y reste pendant trois saisons (1954, 1955 et 1958) et rejoint ensuite les Pirates de Pittsburgh (1959 et 1960), les Athletics de Kansas City (1961) et les Twins du Minnesota (1961).
Après sa retraite du baseball, il devient commentateur radio pour les Vikings du Minnesota de 1962 à 1969. Il travaille ensuite en tant que directeur des sports pour l'Université du Minnesota de 1971 à 1989.
Il est intronisé au College Football Hall of Fame en 1975.

## Palmarès en football américain universitaire
- Trophée du meilleur joueur de football américain universitaire décerné par UPI en 1953 ;
- Désigné par consensus joueur All-American en 1953 ;
- Sélectionné dans la 1re équipe All-American en 1952 ;
- Récipiendaire du Chicago Tribune Silver Football en  1952 et 1953 ;
- Sélectionné dans la  1re équipe de la Big Ten Conference en 1951, 1952 et 1953 ;
- Le no 10 qu'il portait avec les Golden Gophers a été retiré par l'université du Minnesota.